# ان‌جی‌سی ۲۰۶۴
ان‌جی‌سی ۲۰۶۴ (انگلیسی: NGC 2064) 2064 یک سحابی بازتابی در صورت فلکی شکارچی است که در ۱۱ ژانویه ۱۸۶۴ توسط هاینریش لویی داره کشف شد. این بخشی از گروهی از سحابی‌ها است که شامل مسیه ۷۸، ان‌جی‌سی ۲۰۷۱ و ان‌جی‌سی ۲۰۶۷ می‌شود.